# Gradiștea, Prahova
Gradiștea (în trecut, și Gradiștea-Afumăciori) este un sat în comuna Boldești-Gradiștea din județul Prahova, Muntenia, România.
Așezarea este atestată documentar în 1464.
În 1808, în preajma satului, în aceeași comună, a mai existat și satul Afumăciori. În anul 1808, în timpul Războiului Ruso-Turc, în urma unei invazii rusești, acel sat s-a risipit; în 1828, locuitorii au revenit și s-au stabilit în satul Grădiștea, care a fost denumit o vreme Gradiștea-Afumăciori. La sfârșitul secolului al XIX-lea, satul Grădiștea avea 550 de locuitori, 125 de case și o biserică ortodoxă; elevii mergeau la școală în reședința comunei, satul învecinat Boldești.